# Heroldsbach
Heroldsbach è un comune tedesco di 4 989 abitanti, situato nel land della Baviera. È bagnato dal fiume Regnitz.